# Cuisles
Cuisles là một xã thuộc tỉnh Marne trong vùng Grand Est đông nam nước Pháp. Xã này nằm ở khu vực có độ cao trung bình 148 mét trên mực nước biển.
Ngày 1 tháng 7 năm 1973 được sáp nhập với Châtillon-sur-Marne, nhưng ngày 1 tháng 3 năm 2006 thì được tách riêng lạit.